# Wei Wei
Wei Wei (魏伟S, Wèi WěiP; Shanxi, 6 ottobre 1989) è una cestista cinese.

## Carriera
Con la Cina ha vinto i FIBA Asia Championship for Women 2011 e l'argento ai FIBA Asia Championship for Women 2007, e ha disputato i Giochi della XXX Olimpiade.